# Schwimmeuropameisterschaften 1993
Die 21. Schwimmeuropameisterschaften fanden vom 3. August bis 8. August 1993 in Sheffield statt und wurden von der Ligue Européenne de Natation (LEN) veranstaltet.
Die Schwimmeuropameisterschaften 1993 beinhalteten Wettbewerbe im Schwimmen, Kunst- und Turmspringen, Synchronschwimmen sowie die beiden Wasserballturniere.

## Beckenschwimmen

### Ergebnisse Männer
| Wettbewerb                 | Gold                           | Gold     | Silber                         | Silber   | Bronze                         | Bronze   |
| -------------------------- | ------------------------------ | -------- | ------------------------------ | -------- | ------------------------------ | -------- |
| 50 m Freistil              | Alexander Popow Russland       | 22.27    | Christophe Kalfayan Frankreich | 22.39    | Raimundas Mažuolis Litauen     | 22.44    |
| 100 m Freistil             | Alexander Popow Russland       | 49.15    | Tommy Werner Schweden          | 49.71    | Pavel Khnykin Ukraine          | 49.76    |
| 200 m Freistil             | Antti Kasvio Finnland          | 1:47.11  | Jewgeni Sadowy Russland        | 1:47.25  | Anders Holmertz Schweden       | 1:47.69  |
| 400 m Freistil             | Antti Kasvio Finnland          | 3:47.81  | Paul Palmer Großbritannien     | 3:48.14  | Anders Holmertz Schweden       | 3:48.98  |
| 1500 m Freistil            | Jörg Hoffmann Deutschland      | 15:13.31 | Sebastian Wiese Deutschland    | 15:14.76 | Igor Majcen Slowenien          | 15:15.05 |
| 100 m Rücken               | Martín López-Zubero Spanien    | 55.03    | Wladimir Selkow Russland       | 55.58    | Martin Harris Großbritannien   | 55.75    |
| 200 m Rücken               | Wladimir Selkow Russland       | 1:58.09  | Martín López-Zubero Spanien    | 1:58.51  | Emanuele Merisi Italien        | 1:59.57  |
| 100 m Brust                | Károly Güttler Ungarn          | 1:01.04  | Nick Gillingham Großbritannien | 1:02.02  | Vitaliy Kirichuk Russland      | 1:02.48  |
| 200 m Brust                | Nick Gillingham Großbritannien | 2:12.49  | Károly Güttler Ungarn          | 2:13.26  | Andrei Kornejew Russland       | 2:14.20  |
| 100 m Schmetterling        | Rafał Szukała Polen            | 53.41    | Denis Pankratow Russland       | 53.43    | Miloš Milošević Kroatien       | 53.65    |
| 200 m Schmetterling        | Denis Pankratow Russland       | 1:56.25  | Franck Esposito Frankreich     | 1:58.66  | Chris-Carol Bremer Deutschland | 2:00.33  |
| 200 m Lagen                | Jani Sievinen Finnland         | 1:59.50  | Attila Czene Ungarn            | 2:00.70  | Christian Keller Deutschland   | 2:01.18  |
| 400 m Lagen                | Tamás Darnyi Ungarn            | 4:15.24  | Jani Sievinen Finnland         | 4:15.51  | Marcel Wouda Niederlande       | 4:17.90  |
| 4 × 100 m Freistil Staffel | Russland                       | 3:18.80  | Schweden                       | 3:19.33  | Deutschland                    | 3:20.13  |
| 4 × 200 m Freistil Staffel | Russland                       | 7:15.84  | Deutschland                    | 7:18.53  | Frankreich                     | 7:19.86  |
| 4 × 100 m Lagen Staffel    | Russland                       | 3:38.90  | Ungarn                         | 3:40.97  | Vereinigtes Königreich         | 3:41.66  |

### Ergebnisse Frauen
| Wettbewerb                 | Gold                              | Gold    | Silber                            | Silber  | Bronze                          | Bronze  |
| -------------------------- | --------------------------------- | ------- | --------------------------------- | ------- | ------------------------------- | ------- |
| 50 m Freistil              | Franziska van Almsick Deutschland | 25.23   | Linda Olofsson Schweden           | 25.67   | Inge de Bruijn Niederlande      | 25.86   |
| 100 m Freistil             | Franziska van Almsick Deutschland | 54.57   | Martina Moravcová Slowakei        | 55.97   | Catherine Plewinski Frankreich  | 56.09   |
| 200 m Freistil             | Franziska van Almsick Deutschland | 1:57.97 | Luminița Dobrescu Rumänien        | 2:00.39 | Karen Pickering Großbritannien  | 2:01.15 |
| 400 m Freistil             | Dagmar Hase Deutschland           | 4:10.47 | Kerstin Kielgass Deutschland      | 4:12.18 | Irene Dalby Norwegen            | 4:12.51 |
| 800 m Freistil             | Jana Henke Deutschland            | 8:32.47 | Irene Dalby Norwegen              | 8:33.77 | Olga Šplíchalová Tschechien     | 8:36.59 |
| 100 m Rücken               | Krisztina Egerszegi Ungarn        | 1:00.83 | Nina Schiwanewskaja Russland      | 1:01.16 | Sandra Völker Deutschland       | 1:01.89 |
| 200 m Rücken               | Krisztina Egerszegi Ungarn        | 2:09.12 | Lorenza Vigarani Italien          | 2:11.94 | Nina Schiwanewskaja Russland    | 2:12.14 |
| 100 m Brust                | Sylvia Gerasch Deutschland        | 1:10.05 | Switlana Bondarenko Ukraine       | 1:10.29 | Yelena Rudkovskaya Weißrussland | 1:10.52 |
| 200 m Brust                | Brigitte Becue Belgien            | 2:31.18 | Anna Nikitina Russland            | 2:32.15 | Marie Hardiman Großbritannien   | 2:32.48 |
| 100 m Schmetterling        | Catherine Plewinski Frankreich    | 1:00.13 | Franziska van Almsick Deutschland | 1:00.94 | Bettina Ustrowski Deutschland   | 1:01.06 |
| 200 m Schmetterling        | Krisztina Egerszegi Ungarn        | 2:10.71 | Katrin Jäke Deutschland           | 2:13.07 | Bárbara Franco Spanien          | 2:13.39 |
| 200 m Lagen                | Daniela Hunger Deutschland        | 2:15.33 | Darja Schmeljowa Russland         | 2:16.90 | Silvia Parera Spanien           | 2:17.06 |
| 400 m Lagen                | Krisztina Egerszegi Ungarn        | 4:39.55 | Darja Schmeljowa Russland         | 4:44.91 | Hana Černá Tschechien           | 4:46.37 |
| 4 × 100 m Freistil Staffel | Deutschland                       | 3:41.69 | Schweden                          | 3:45.33 | Russland                        | 3:45.37 |
| 4 × 200 m Freistil Staffel | Deutschland                       | 8:03.12 | Schweden                          | 8:08.82 | Vereinigtes Königreich          | 8:11.11 |
| 4 × 100 m Lagen Staffel    | Deutschland                       | 4:06.91 | Russland                          | 4:10.09 | Vereinigtes Königreich          | 4:12.18 |

## Kunst- und Turmspringen

### Ergebnisse Männer
| Wettbewerb | Gold                     | Silber                    | Bronze                     |
| ---------- | ------------------------ | ------------------------- | -------------------------- |
| 1 m        | Peter Böhler Deutschland | Joakim Andersson Schweden | Borris Lietzow Deutschland |
| 3 m        | Jan Hempel Deutschland   | Dmitri Sautin Russland    | Joakim Andersson Schweden  |
| 10 m       | Dmitri Sautin Russland   | Bob Morgan Großbritannien | Jan Hempel Deutschland     |

### Ergebnisse Frauen
| Wettbewerb | Gold                         | Silber                 | Bronze                  |
| ---------- | ---------------------------- | ---------------------- | ----------------------- |
| 1 m        | Simona Koch Deutschland      | Irina Laschko Russland | Wera Iljina Russland    |
| 3 m        | Brita Baldus Deutschland     | Wera Iljina Russland   | Simona Koch Deutschland |
| 10 m       | Swetlana Chocholowa Russland | Ute Wetzig Deutschland | Olena Schupina Ukraine  |

## Synchronschwimmen
| Wettbewerb | Gold                       | Silber                              | Bronze                      |
| ---------- | -------------------------- | ----------------------------------- | --------------------------- |
| Einzel     | Olga Sedakowa              | Marianne Aeschbacher                | Kerry Shacklock             |
| Duett      | Anna Kozlova Olga Sedakowa | Marianne Aeschbacher Céline Leveque | Kerry Shacklock Laila Vakil |
| Gruppe     | Russland                   | Frankreich                          | Italien                     |

## Wasserball

### Ergebnisse Männer
| Wettbewerb | Gold    | Silber | Bronze  |
| ---------- | ------- | ------ | ------- |
| Mannschaft | Italien | Ungarn | Spanien |

### Ergebnisse Frauen
| Wettbewerb | Gold        | Silber   | Bronze |
| ---------- | ----------- | -------- | ------ |
| Mannschaft | Niederlande | Russland | Ungarn |